# Mario Kopić

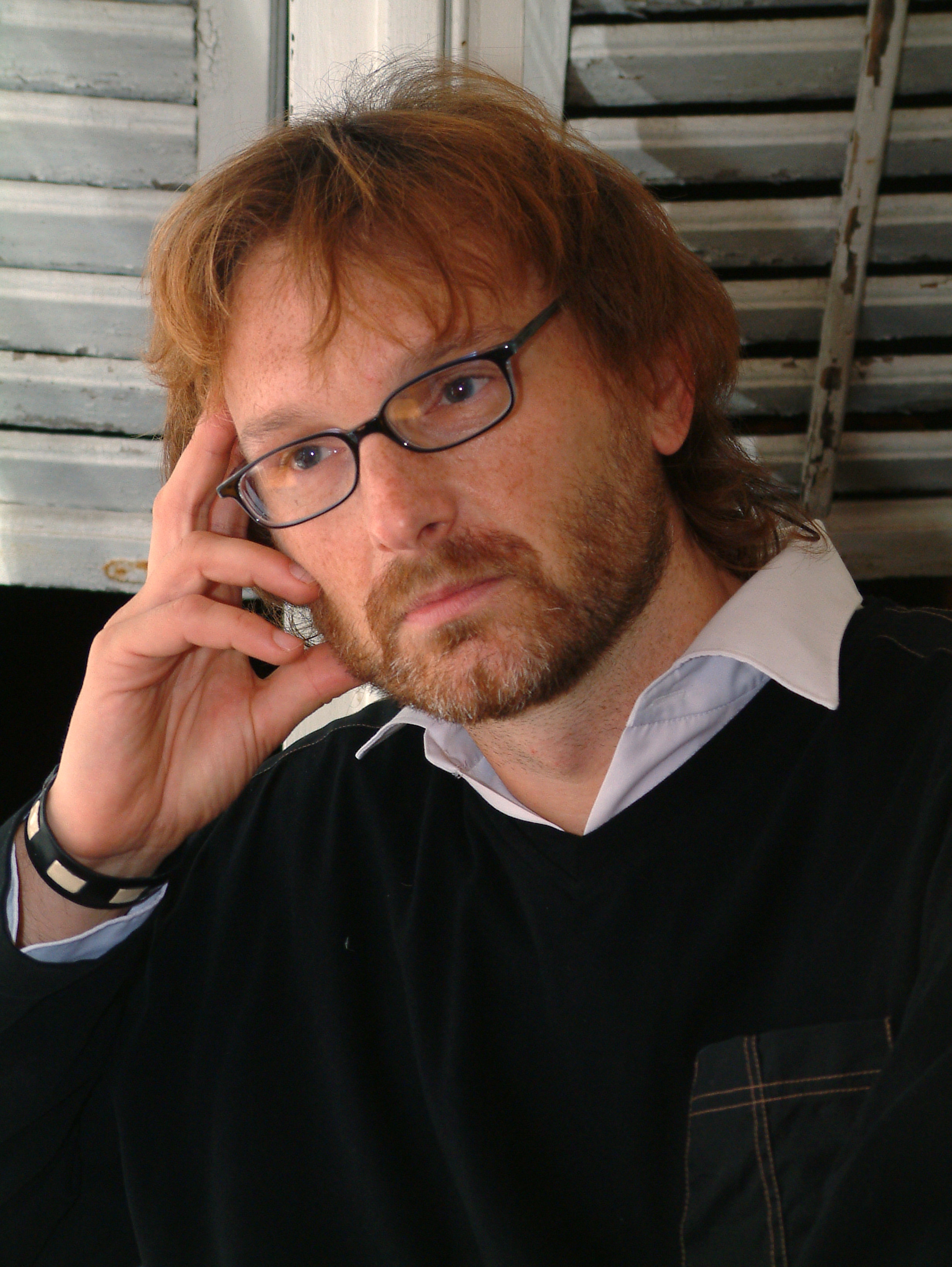
Mario Kopić (2007)

Mario Kopić (* 13. März 1965 in Dubrovnik) ist ein kroatischer Philosoph, Publizist und Übersetzer.

## Leben und Einflüsse
Mario Kopić studierte Philosophie und Literaturwissenschaft an der Universität Zagreb, Philosophie an der Universität Ljubljana, Zeitgeschichte an der Freien Universität Berlin und Religionsanthropologie an der Universität La Sapienza Rom. In seinen Werken setzt er sich mit Denkern wie Julius Evola, Friedrich Nietzsche, Martin Heidegger, Hannah Arendt, Reiner Schürmann, Gianni Vattimo und Jacques Derrida und mit der Dekonstruktion auseinander. Ins Kroatische übersetzte er Schriften und Gedichte von Friedrich Nietzsche (Also sprach Zarathustra) und Else Lasker-Schüler.

## Wissenschaftliche Arbeit
In seinen Werken entwirft Kopić eine Ontologie und Ethik der Postmoderne. Nach Ansicht Kopićs erhält die Ethik nicht erst über den Umweg einer Ontologie ihre Fundierung. Ethik und Ontologie haben gleichursprünglich ihr Fundament in der Seinsfrage, d. h. im Gesetz des Seins. Das Gesetz der ursprünglichen Ethik, die erst aus dem Gesetz des Seins zu Normen werden kann. Alle Weltreligionen haben für Mario Kopić im Grunde ein respektvolles Verhältnis zu den Toten. Das Gesetz der Toten, als das Grundgesetz der Lebenden, das im Gesetz des Seins gefügt und verfügt ist, ist das erste Gesetz des Seins des Menschen. Das zweite Gesetz ist das Gesetz von der 'Heiligkeit des Lebens' (Kurt Hiller) und das dritte ist das Gesetz von der Würde des Menschen. Diese in allen Weltreligionen und Weltkulturen geltenden Gesetze des Seins des Menschen als Menschen bilden drei Urwerte seiner Menschlichkeit.

## Werke (Auswahl)

### Als Autor
- S Nietzscheom o Europi. (Mit Nietzsche über Europa) Zagreb 2001, ISBN 953-222-016-X.
- Nietzsche e Evola: Il pensiero come destino. (Nietzsche und Evola: Das Denken als Schicksal) Rom 2001.
- Proces Zapadu. (Der Prozess gegen den Westen) Dubrovnik 2003, ISBN 953-7089-02-9.
- Izazovi post-metafizike. (Die Herausforderungen der Post-Metaphysik) Sremski Karlovci - Novi Sad 2007, ISBN 978-86-7543-120-6.
- Nezacjeljiva rana svijeta. (Die unheilbare Wunde der Welt) Zagreb 2007, ISBN 978-953-249-035-0.
- Sekstant. Skice o duhovnim temeljima svijeta. (Sextant: Skizzen zum geistigen Grund der Welt) Belgrad 2010, ISBN 978-86-519-0449-6.
- Otkucaji drugoga. (Das Pulsieren des Anderen) Belgrad 2013, ISBN 978-86-519-1721-2.
- Prozori. Ogledi o umjetnosti. (Die Fenster: Essays zur Kunst) Dubrovnik 2015, ISBN 978-953-7835-24-8.
- Tama u zjenici sunca. Filozofski ogledi. (Das Dunkle inmitten des Sonnenaugensterns: Philosophische Aufsätze) Dubrovnik 2018, ISBN 978-953-7835-43-9
- Žudnja i stremljenje. (Begehren und Streben) Zagreb 2018, ISBN 978-953-341-117-0
- Protiv samorazumljivosti (Gegen die Selbstverständlichkeit) (mit Vedran Salvia) Dubrovnik 2020, ISBN 978-953-7835-57-6
- Prekogroblje po Danteu (Das Jenseits nach Dante) Zagreb 2021, ISBN 978-953-341-219-1
- Neizlječivi pogled riječi (Die unheilbare Blick des Wortes) Dubrovnik 2023, ISBN 978-953-7835-74-3
- Etide o ljubavi i smrti. Platon, Dante, Dostojevski, Derrida (Etüden über Liebe und Tod. Platon, Dante, Dostojewski, Derrida) Belgrad 2023, ISBN 978-86-80640-79-2
- Povratište čuđenju (Zurück zum Staunen) Belgrad 2024, ISBN 978-86-80640-98-3
- Usputice (Begebenheiten) Dubrovnik 2025, ISBN 978-953-7835-84-2

### Als Herausgeber
- Gianni Vattimo: Čitanka. (Ein Lesebuch) (Hrsg.), Zagreb 2008, ISBN 978-953-249-061-9.
- Dušan Pirjevec: Smrt i niština. (Der Tod und das Nichts) (Hrsg.), Zagreb 2009, ISBN 978-953-225-124-1.

### Als Übersetzer
- Friedrich Nietzsche: Schopenhauer als Erzieher / Schopenhauer kao odgajatelj. Zagreb 2003, ISBN 953-150-564-0.
- Friedrich Nietzsche: Zur Genealogie der Moral / Uz genealogiju morala. Zagreb 2004, ISBN 953-174-210-3.
- Friedrich Nietzsche: Also sprach Zarathustra / Tako je govorio Zaratustra. Zagreb 2009, ISBN 978-953-7313-43-2.
- Else Lasker-Schüler: Lyrik / Lirika. Dubrovnik 2013, ISBN 978-953-7835-10-1.
- Stefan Zweig: Nietzsche. Koprivnica 2015, ISBN 978-953-320-086-6.
- Johann Wolfgang von Goethe: Lebensgedanken / Životne misli. Koprivnica 2021, ISBN 978-953-320-140-5
- Arthur Schopenhauer: Pessimistische Gedanken / Pesimističke misli. Koprivnica 2023, ISBN 9789533201566
- Martin Heidegger: Aufenthalte / Boravljenja. Belgrad 2023, ISBN 9788682144144
- Immanuel Kant: Philosophische Gedanken / Filozofske misli. Koprivnica 2024, ISBN 9789533201603
- Ernst Jünger: Dalmatinischer Aufenthalt / Boravljenje u Dalmaciji. Belgrad 2024, ISBN 978-86-82144-32-8